# Școala Obedeanu
Școala Obedeanu din Craiova este cea mai veche instituție de învățământ din Oltenia. Ea a fost ctitorită în 1759 de boierul Constantin Obedeanu (fiul fostului mare armaș Petru Obedeianu) și a fost oficializată ca școală publică prin hrisovul domnesc al lui Alexandru Ipsilanti din 26 aprilie 1775.